# Denis Bélanger
Denis "Snake" Bélanger (nacido en 1960) es un cantante canadiense de heavy metal de la banda Voivod.
Ayudó a fundar el grupo en 1982, y apareció en nueve álbumes War & Pain , Rrröööaaarrr , Killing Technology ,  Dimension Hatröss , Nothingface, Angel rat y The Outer Limits. Dejó el grupo en 1994, pero más tarde regresó a la banda en 2002 y aparece en sus tres álbumes reunión,Vovoid (2003), Katorz (2006), Infini (2009) y Target Earth (2013). 
Formó su propia banda Union Made durante su tiempo fuera de Voivod, y trabajó en la canción Dictatosaurus con el proyecto Dave Grohl's lado llamado Probot. Y ahora está trabajando en un nuevo proyecto, Paranoland.

## Referencias

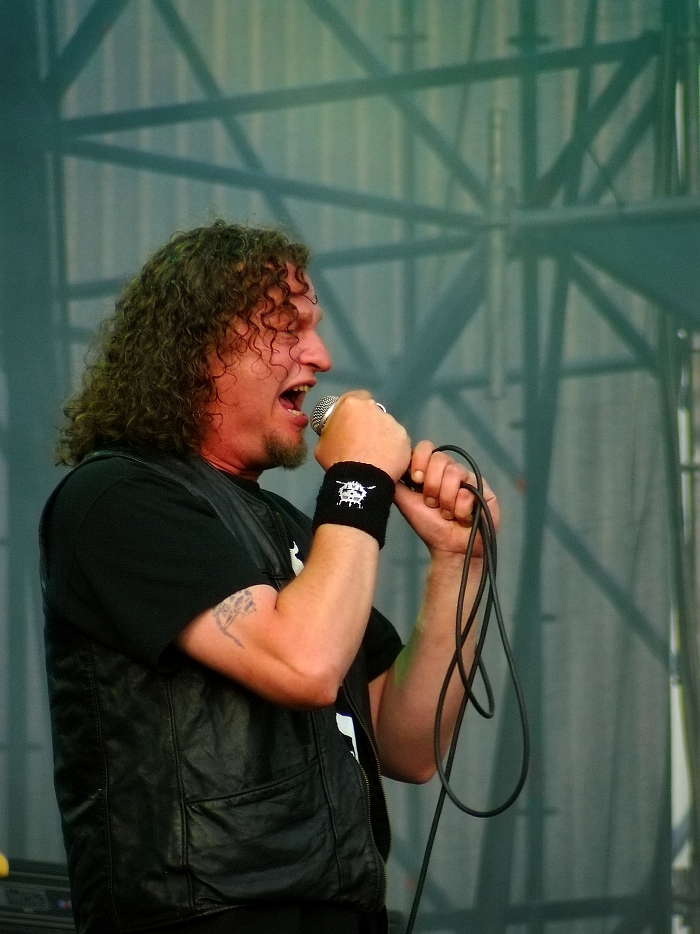
Snake en Vizovice

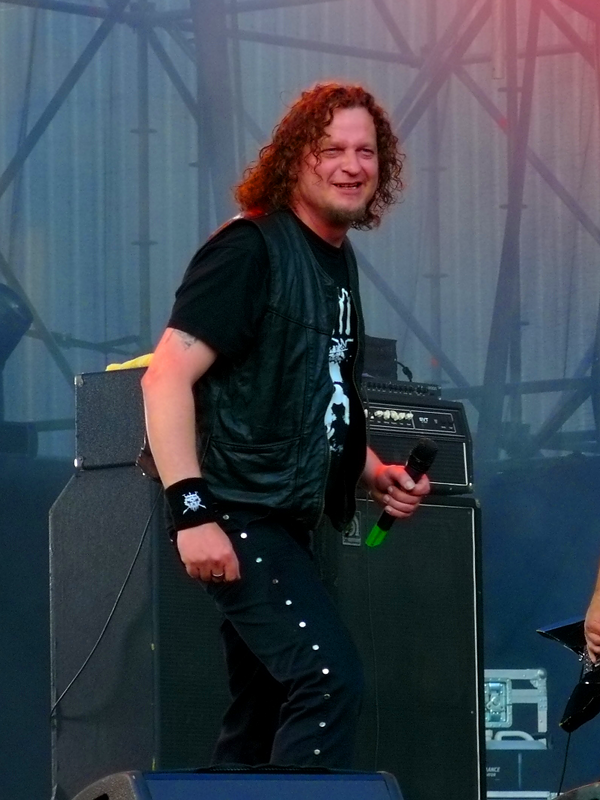
Denis Bélanger en Masters of Rock '09